# Lafcadio Hearn
Patrick Lafcadio Hearn, noto anche con lo pseudonimo di Koizumi Yakumo (小泉八雲?; Leucade, 27 giugno 1850 – Tokyo, 26 settembre 1904), è stato un giornalista, scrittore e iamatologo irlandese naturalizzato giapponese, famoso per i suoi scritti sul Giappone.
È particolarmente celebre tra i giapponesi per le sue raccolte di leggende giapponesi e storie di fantasmi: un esempio è il suo libro Kwaidan: Stories and Studies of Strange Things.

## Biografia
Hearn nacque a Leucade (Lefkada, da cui il suo nome), una delle Isole Ionie della Grecia. Era figlio del primario di chirurgia Charles Hearn, proveniente dalla contea irlandese di King's County, e di Rosa Antonia Kassimati, greca di Cerigo. Suo padre militò a Santa Maura durante l'occupazione delle Isole Ionie da parte degli inglesi. Il nome esteso di battesimo di Lafcadio era Patricio Lefcadio Tessima Carlos Hearn.
Lafcadio Hearn si trasferì a Dublino all'età di sei anni. Nella sua famiglia c'erano stati gusti artistici e anche piuttosto bohémien: il fratello di suo padre, Richard, era un tempo un celebre membro del gruppo di artisti di Barbizon. In età giovanile, Hearn ebbe un'istruzione abbastanza discontinua, ma per un certo periodo di tempo, nel 1865, frequentò assiduamente l'Ushaw Roman Catholic College, a Durham. Durante l'adolescenza fu vittima di un incidente in un campo da gioco che comportò la perdita della vista all'occhio sinistro.

### Periodo in America
All'età di diciannove anni Hearn fu mandato a vivere negli Stati Uniti d'America, stabilendosi a Cincinnati nell'Ohio. Per qualche tempo, condusse una vita di totale povertà, la quale può aver contribuito alla sua successiva paranoia e diffidenza verso le persone che gli erano vicine. Trovò infine un amico (e successivamente coinquilino) nel giornalista inglese Henry Watkin, grazie al cui aiuto Hearn intraprese la carriera giornalistica.
Grazie al suo talento come scrittore, Hearn salì velocemente di grado nella "gerarchia" giornalistica e fra il 1872 e il 1875 lavorò come reporter per il Cincinnati Daily Enquirer. Hearn riuscì a guadagnarsi una certa libertà creativa che gli consentì di scrivere reportage sensibili, oscuri e affascinanti sugli emarginati di Cincinnati. Continuò a occuparsi di giornalismo "fuori dall'ordinario" e si costruì la fama di persona eccentrica, romantica e tetra. A Cincinnati sposò Alethea ("Mattie") Foley, una donna afro-americana, matrimonio illegale per le leggi dell'Ohio dell'epoca. Quando lo scandalo fu scoperto e pubblicizzato, Hearn venne licenziato dall'Enquirer e cominciò a lavorare per la testata rivale Cincinnati Commercial. In seguito Hearn e Foley si separarono per poi divorziare definitivamente nel 1877.
L'inquinamento atmosferico di Cincinnati peggiorò le condizioni del suo occhio sinistro e così fu costretto a lasciare la città nel 1877 per New Orleans, in Louisiana, dove risiedette fra il 1877 ed il 1888 scrivendo per il quotidiano Times Democrat. Anche a New Orleans si occupò di temi lontani dalla cronaca, concentrandosi sulla storia, la cucina tradizionale, la criminalità e le pratiche vudù della comunità creola. In questo periodo Hearn collaborò anche con pubblicazioni nazionali come Harper's Weekly e Scribner's Magazine, scrivendo articoli in cui modellava l'immagine popolare di New Orleans come un colorato luogo di decadenza ed edonismo. Il suo più famoso libro sulla Louisiana è Gombo Zhebes del 1885.

### Periodo in Asia
Il Times Democrat mandò Hearn nelle Indie Occidentali come corrispondente nel 1889. Rimase due anni in quelle isole e scrisse Two Years in the French West Indies ("Due anni nelle Indie Occidentali Francesi") e Youma, The Story of a West-Indian Slave ("Youma, la storia di uno schiavo delle Indie Occidentali"), entrambi nel 1890.
Nel 1889 Lafcadio Hearn andò in Giappone come giornalista corrispondente, incarico che fu però presto interrotto. In Giappone Hearn trovò la sua nuova patria e nuova ispirazione per i suoi scritti. Grazie alla benevolenza da parte di Basil Hall Chamberlain, professore dell'Università Imperiale di Tokyo, Hearn ottenne nell'estate del 1890 una posizione da insegnante d'inglese presso le scuole medie e superiori di Matsue, una città del Giappone occidentale sulla costa del Mar del Giappone. Benché la sua permanenza in questa città fu breve, l'immagine di Hearn è inscindibilmente legata alla città di Matsue, dal momento che fu qui che lo scrittore cominciò a scoprire la cultura locale. Oggi il Museo memoriale Lafcadio Hearn, composto dalla sua casa e da un annesso museo, è una delle attrazioni turistiche più celebri di Matsue.
Durante il suo quindicesimo mese di permanenza in Giappone, Hearn sposò Setsu Koizumi, proveniente da una famiglia di samurai locali, e venne naturalizzato giapponese, assumendo il nome di Yakumo Koizumi (小泉八雲?, Koizumi Yakumo), nome con cui è tuttora noto in Giappone.
Verso la fine del 1891, Hearn assunse l'incarico di insegnante presso Kumamoto, sull'isola di Kyūshū, alla Quinta Scuola Superiore, dove rimase per i successivi tre anni e completò il suo libro Glimpses of Unfamiliar Japan nel 1894. Nell'ottobre del 1894 iniziò a collaborare con la rivista English-language Kobe Chronicle ("Cronaca di Kobe in lingua inglese") e nel 1896, assistito dall'amico Chamberlain, iniziò a insegnare Letteratura inglese all'Università Imperiale di Tokyo, lavoro che mantenne fino al 1903.
Il 26 settembre 1904 morì d'infarto cardiaco, all'età di 54 anni.

## Produzione letteraria
Alla fine del XIX secolo, il Giappone era ancora largamente sconosciuto ed esotico per il mondo occidentale. Dall'introduzione dell'estetica giapponese in Occidente a partire dall'Expo 1867, tuttavia, iniziò in Occidente un'insaziabile curiosità per il Giappone esotico: Hearn si dedicò proprio alla divulgazione della cultura nipponica in Occidente e divenne famoso nel mondo per la profondità, l'originalità e la bellezza dei suoi scritti.
La maggior parte dei volumi di Hearn sono raccolte di materiali letterari folkloristici giapponesi raccolti dal vivo da fonti del posto e poi rielaborati dallo scrittore a volte in maniera fedele e altre in maniera più libera.
Negli anni successivi, alcuni critici come George Orwell accuseranno Hearn di "trans-nazionalismo" e di "esotizzazione" del Giappone, ma poiché Hearn offrì all'Occidente alcuni dei primi scorci del Giappone preindustriale e dell'epoca Meiji, la sua opera risulta ancora oggi un interessante tentativo di dialogo fra i due emisferi del mondo.

### Eredità letteraria

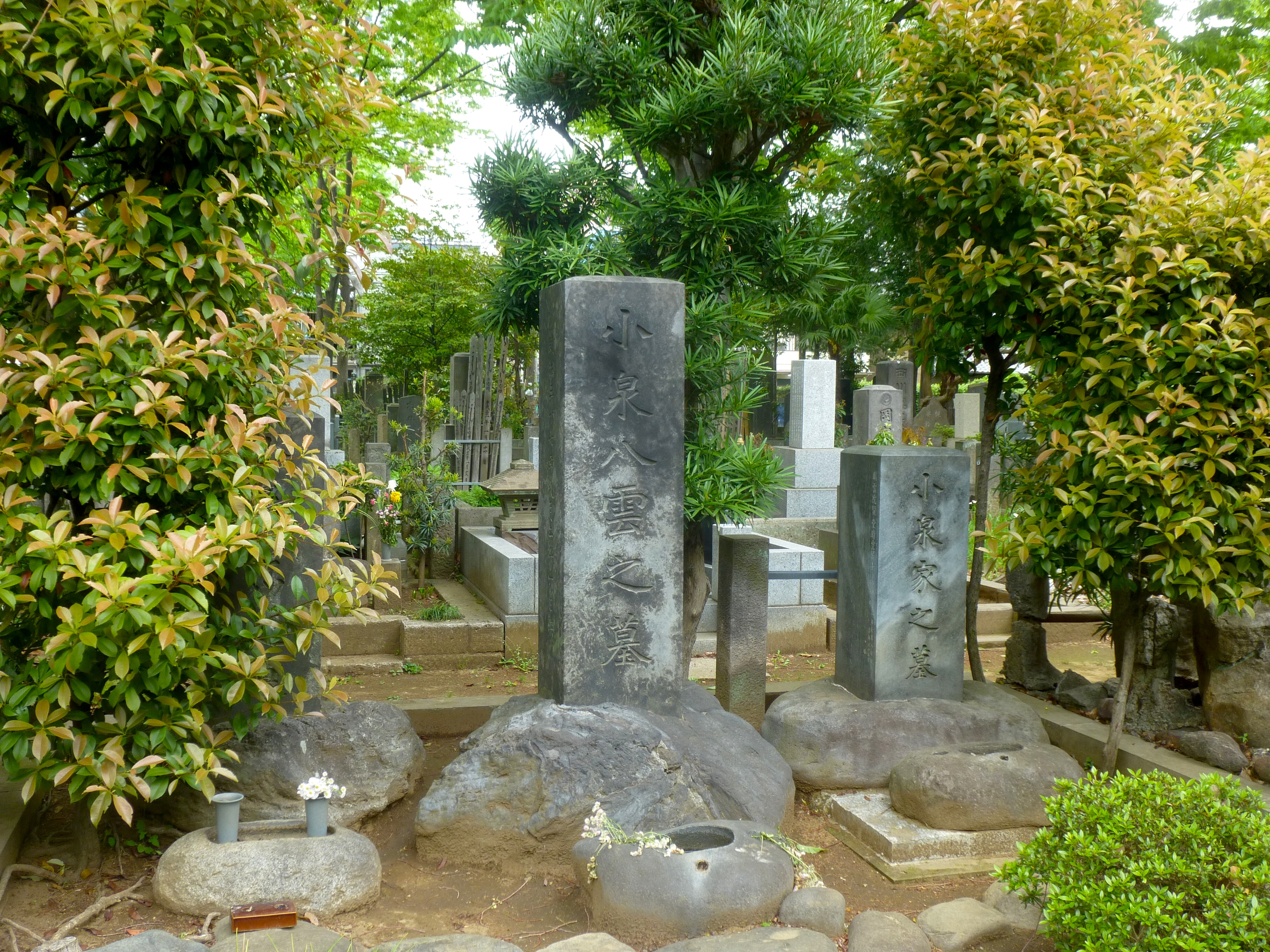
La tomba di Hearn, nel cimitero di Zōshigaya.

Il regista giapponese Masaki Kobayashi ha adattato quattro racconti di Hearn nel suo film Kwaidan del 1965.
Parecchie storie di Lafcadio Hearn sono state adattate da Ping Chong nelle produzioni del suo caratteristico teatro di marionette, come Kwaidan nel 1999 e Obon: racconti di luna e di pioggia nel 2002.
Vita e opere sono state celebrate in The Dream of a Summer Day, una commedia che ha fatto il tour dell'Irlanda nell'aprile e maggio del 2005, ideata dalla Storytellers Theatre Company e diretta da Liam Halligan. È una dettagliata messa in scena della vita di Hearn, intrecciata con quattro delle sue storie di fantasmi.
Yone Noguchi disse a riguardo di Lafcadio Hearn: «Il suo carattere greco e la sua cultura francese divennero gelidamente pungenti come un fiore del Nord.»

## Opere tradotte in italiano
- Kokoro: cenni ed echi dell'intima vita giapponese, trad. di Giulio De Georgio, Bari, Laterza, 1907
- Spigolature nei campi di Buddho: studii d'Estremo Oriente, trad. di Giulio De Georgio, Laterza, Bari, 1908
- Kôttô: racconti giapponesi, trad. di Arrigo Levasti Vallecchi, Firenze, 1919
- Kwaidan: racconti strani, trad. di Bartolomeo Balbi, Venezia, L'estremo Oriente, 1923; poi Racconti strani, Roma, De Carlo, Consorzio Editoriale Italiano, 1943
- Kwaidan: storie di spettri giapponesi, a cura di Attilio Brilli, Milano, Il saggiatore, 1983
- Nel Giappone spettrale, a cura di Gabriella Rovagnati Milano, Tranchida, 1991
- Ombre giapponesi, a cura di Ottavio Fatica, Roma-Napoli, Theoria, 1992; Milano, Adelphi, 2018
- Il bambino che disegnava gatti, Milano, Mursia, 1992
- Al mercato dei morti: storie di spettri giapponesi, a cura di Gabriella Rovagnati, Milano, Tranchida, 1993
- Tre casi raccapriccianti e un'autopsia, a cura di Ottavio Fatica, Roma-Napoli, Theoria, 1993
- L'ultima isola, a cura di Alessandra Contenti, Milano, Tranchida, 1993
- Uragano, trad. di Alessandra Contenti, Milano, Tranchida, 1997
- Storie di spettri giapponesi, trad. di Gabriella Rovagnati, Milano, Tranchida, 2001
- Kokoro: il cuore della vita giapponese, Firenze, Luni Editrice, 2007
- Giappone, a cura di Paola Mazzarelli, Como, Ibis, 2016
- Le farfalle danzano e le formiche si ingegnano, a cura di Alessandra Contenti, Roma, Exòrma, 2017
- Amori defunti, traduzione di Matteo Zapparelli Olivetti, Verona, Adiaphora Edizioni, 2018
- Il mio primo giorno in Giappone, a cura di Ottavio Fatica, Milano, Adelphi, 2022
- Spigolature nei campi di Buddha. Giappone, cultura e spiritualità, traduzione di Alessandro Giarda, Pavia, O barra O, 2022
- Storie giapponesi di paura. Yokai, yurei, obake e altre creature spaventose, traduzione di Andrea Cassini, a cura di Maria Gaia Belli, Milano, Rizzoli, 2023
- Fantasmi cinesi. Racconti del soprannaturale, traduzione di Alessandro Giarda, con un saggio di Alessandra Pezza, Pavia, O barra O, 2024
- Racconti del folklore giapponese, traduzione di Andrea Cassini, a cura di Maria Gaia Belli, Milano, Rizzoli, 2024